# Heitoraí
Heitoraí es un municipio brasileño del estado de Goiás. Tiene una población estimada, en 2021, de 3742 habitantes.